# Jayant Lalbiharie
Jayant Lalbiharie is een Surinaams ondernemer en politicus. Hij is lid van de NDP en werd tijdens de verkiezingen van 2020 gekozen tot lid van De Nationale Assemblée (DNA).

## Biografie
Lalbiharie is eigenaar van S.L. Group N.V. & Transportbedrijven. Uit een reconstructie van de Suriname Herald bleek dat hij op 12 september 2019 betrokken was bij een corruptieaffaire. Hierin machtigde president Desi Bouterse de minister van Openbare Werken, Transport en Communicatie, Vidjai Chotkan, om een bedrag van circa 14,5 miljoen Surinaamse dollar ter beschikking te stellen aan S.L. van Lalbiharie voor de uitvoering van een project voor achterstalling onderhoud aan de afwatering in Saramacca. Deze som werd door de minister van Financiën, Gillmore Hoefdraad, geleend bij S.L. De corruptie lag hierin, dat de gunning onderhands gebeurde, terwijl er bij dergelijk grote bedragen een openbare aanbesteding gedaan had moeten worden om de prijs te drukken. Als reden voor het niet openbaar aanbesteden werd tijdsdruk vermeld, terwijl de opdracht in augustus 2019 werd gegund, in de grote droge tijd wanneer er geen sprake is van wateroverlast.
Lalbiharie szis lid van de Nationale Democratische Partij (NDP). Tijdens de parlementsverkiezingen van 2020 was hij voor zijn partij kandidaat in Saramacca en verwierf hij een zetel in DNA. Op 29 juni maakte Lalbiharie zijn entree in het parlement.
Volgens het Dagblad Suriname is S.L. Group ter hoogte van de Damboentong en Kochweg in Groningen betrokken bij een verkavelingsproject. Deze was in 2010 geïnitieerd door de NPS en stil komen te liggen tijdens de regering-Bouterse I. Groningen had hiermee uitgebreid moeten worden met 360 woningbouwkavels, een polikliniek van de Regionale Gezondheidsdienst, overheidskantoren, een school en een speeltuin. Lalbiharie zou dit project na het verlies van de verkiezingen van de NDP versneld opgepakt hebben, terwijl de infrastructuur nog niet aangelegd is. De gunningen zouden gebeuren ten gunste van partijgenoten die bereid zijn vijfduizend dollar te betalen.
Tijdens de verkiezingen van 2025 stond hij op nummer 12 van de lijst van de NDP en werd hij herkozen.